# Badischer Handball-Verband
Der Badische Handball-Verband e. V. (BHV) war ein Landesverband innerhalb des Deutschen Handballbundes.

## Organisation
Der Verband zählt 36.800 Mitglieder in seinen 147 Vereinen mit insgesamt 777 Mannschaften. Er ist somit der viertgrößte Sportfachverband im Badischen Sportbund Nord (Stand: 1. Januar 2019).
Die höchsten Spielklassen des BHV sind die Badenliga Männer und die Badenliga Frauen. Der jeweilige Badische Meister steigt in die Baden-Württemberg-Oberliga (BWOL) auf. Diese wurde zur Saison 2000/2001 neu gegründet und wird von den drei baden-württembergischen Verbänden gemeinsam getragen. Unterhalb der Badenliga wurden 1981/1982 die beiden Landesligen Nord und Süd eingeführt, die auch direkt dem BHV unterstehen. Seit der Saison 2016/2017 ist zwischen der Badenliga und den Landesligen noch die eingleisige Verbandsliga angesiedelt.
Der BHV ist gegliedert in zwei Bezirke, in deren Zuständigkeit der Spielbetrieb in den Klassen unterhalb der Landesligen fällt.
Eine Besonderheit stellt der Kreis Neckar-Odenwald-Tauber dar, der spieltechnisch teilweise dem Handballverband Württemberg angegliedert ist. Dagegen spielen beispielsweise der TSV Birkenau und der TSV Viernheim in den BHV-Spielklassen mit, obwohl beide zum hessischen Regierungsbezirk Darmstadt gehören.

### Fusionspläne
Zur Saison 2025/26 fusionierten die Handballverbände Badens, Südbadens und Württembergs zum Baden-Württembergischen Handball-Verband. Als Folge der Zusammenlegung werden auch die bisher bestehenden Bezirke durch neu zugeschnittene ersetzt.

## Verbandsstruktur

### Bezirke
Bis zum Verbandstag 2019 war der Badische Handball-Verband in sechs Handballkreise untergliedert (Bruchsal, Heidelberg, Karlsruhe, Mannheim, Pforzheim und Neckar-Odenwald-Tauber).
Ein deutliches Votum der Vereine beim Verbandstag hat ergeben, dass sich aus den sechs Handballkreisen zwei Bezirke bilden. Der Bezirk Alb-Enz-Saal setzt sich seither aus den bisherigen Handballkreisen Bruchsal, Karlsruhe und Pforzheim zusammen. Die Handballkreise Mannheim, Heidelberg und Neckar-Odenwald-Tauber bilden den zweiten Bezirk namens Rhein-Neckar-Tauber. Infolge von Mannschaftsrückgängen in den vergangenen Jahren konnte in einigen Handballkreisen kein geordneter Spielbetrieb durchgeführt werden, weshalb bereits vor der Strukturreform in Spielklassen kreisüberschreitend Punktspiele ausgetragen wurden.

### Präsidium
- Präsident: Peter Knapp
- Stellv. Präsident: Franz Schneider
- Vizepräsidentin Finanzen: Tanja Grether
- Vizepräsident Spieltechnik: Uwe Degner
- Vizepräsident Schule: Tobias Schwarwälder
- Vizepräsident Jugend: Sebastian Krieger
- Vizepräsidentin Mitgliedergewinnung: Chiara Helfert
- Vizepräsident Recht: Lutz Pittner
- Vizepräsident Schiedsrichterwesen: Ulrich Schuler
- Gleichstellungsbeauftragte: Marion Laupp
- Bezirksvorsitzender Alb-Enz-Saal: Uwe Grammel
- Bezirksvorsitzender Rhein-Neckar-Tauber: Andreas Pfrang
- Geschäftsführer: René Takacs

## Engagement des Badischen Handball-Verbandes

### Kinderhandball
Den Handballsport in den Schulen zu fördern steht im Fokus des verbandsübergreifenden Projekts „Handball bewegt Schule“.

### Personalentwicklung
Bisher hat der Verband mehr als 1.035 Schülermentoren ausgebildet und den Einsatz von Absolventen des Freiwilligen Sozialen Jahres und des Bundesfreiwilligendienstes in Baden forciert.
Dadurch können den Vereinen die benötigten Übungsleiter bereitgestellt und der Nachwuchs an ehrenamtliche Arbeit herangeführt werden.

### Ausbildungskonzept
Der BHV hat das Ziel, möglichst jedem Trainer die Absolvierung einer Grundausbildung zu ermöglichen. Mit der Schülermentorenausbildung, den dezentralisierten Lehrgängen und dem renommierten Referentenpool bietet der BHV hierzu seinen Vereinen eine auf alle Zielgruppen abgestimmte Ausbildungsstruktur an.

### Soziales Engagement
Im BHV sind momentan vier integrative Trainingsgruppen mit Menschen mit Behinderung aktiv. Dem Thema Suchtprävention nimmt sich der BHV in Kooperation mit dem trockenen Alkoholiker Frank Milbich an.

## Leistungssport
Seit 2006 haben Teams des badischen Handball-Verbands sechsmal die Deutsche Meisterschaft der Auswahlmannschaften (Länderpokal) gewonnen und sind zweimal Vizemeister geworden.
Aus den Reihen des BHV gingen allein seit 2009 21 Spielerinnen und 22 Spieler in die Jugend- und Juniorennationalmannschaften des DHB über.
Ebenso durchliefen die aktuellen und ehemaligen Nationalspieler und Topstars Uwe Gensheimer, Patrick Groetzki und Christian Zeitz die Auswahlteams des BHV.

### Kurzchronik sportlicher Erfolge

#### Auswahlmannschaften
1997: Team Baden (m80) – Deutscher Jugend-Länderpokalsieger

2006: Team Baden (m89) – Deutscher Jugend-Länderpokalsieger

2007: Team Baden (m90) – Deutscher Jugend-Länderpokalsieger

2009: Team Baden (w93) – 2. Platz Deutscher Jugend-Länderpokal

2010: Team Baden (m93) – Deutscher Jugend-Länderpokalsieger

2010: Team Baden (w94) – 3. Platz Deutscher Jugend-Länderpokal

2011: Team Baden (m94) – Deutscher Jugend-Länderpokalsieger

2012: Team Baden (w96) – Deutscher Jugend-Länderpokalsieger

2013: Team Baden (w97) – 2. Platz Deutscher Jugend-Länderpokal

2014: Team Baden (m97) – 3. Platz Deutscher Jugend-Länderpokal

2014: Team Baden (w98) – 3. Platz Deutscher Jugend-Länderpokal

#### Vereinsmannschaften
1933: SV Waldhof Mannheim – Deutscher Meister (Großfeld, Deutsche Sportbehörde)

1939: VfR Mannheim/Frauen – Deutscher Meister (Großfeld)

1941: VfR Mannheim/Frauen – Deutscher Meister (Großfeld)

1947: SV Waldhof Mannheim – Deutscher Vize-Meister (Großfeld)

1948: SV Waldhof Mannheim – Deutscher Vize-Meister (Großfeld)

1949: TSV Rintheim – Süddeutscher Meister (Halle)

1953: TSV 05 Rot – Süddeutscher Meister (Halle)

1956: SG Leutershausen – Deutscher Vize-Meister (Großfeld)

1957: SG Leutershausen – Deutscher Vize-Meister (Großfeld)

1964: SG Leutershausen – Süddeutscher Meister (Halle)

1966: SG Leutershausen – Deutscher Vize-Meister, Süddeutscher Meister (Halle)

1968: SG Leutershausen – Deutscher Meister (Halle) und Deutscher Vize-Meister, Staffel-Meister BL Süd (Großfeld)

1969: SG Leutershausen – Deutscher Vize-Meister, Staffel-Meister Bundesliga Süd (Halle) und Deutscher Meister (Großfeld)

1969: TSV Birkenau – Vize-Meister Bundesliga Süd (Großfeld)

1970: SG Leutershausen – Finalist im Europapokal (Großfeld)

1970: SG Leutershausen – Staffel-Meister Bundesliga Süd (Großfeld)

1972: VfR Mannheim/Frauen – Deutscher Meister (Kleinfeld)

1974: TSV Birkenau – Deutscher Meister (Großfeld)

1992: SG Leutershausen – Deutscher Vizemeister (Halle)

2006: Rhein-Neckar Löwen – Finalist im DHB-Pokal (Halle)

2007: Rhein-Neckar Löwen – Finalist im DHB-Pokal (Halle)

2008: Rhein-Neckar Löwen – Finalist im Europapokal der Pokalsieger (Halle)

2009: Rhein-Neckar Löwen – Halbfinalist im DHB-Pokal (Halle)

2009: Rhein-Neckar Löwen – Halbfinalist in der EHF Champions League (Halle)

2010: Rhein-Neckar Löwen – Finalist im DHB-Pokal (Halle)

2011: Rhein-Neckar Löwen – Halbfinalist in der EHF Champions League (Halle)

2011: Rhein-Neckar Löwen – Halbfinalist im DHB-Pokal (Halle)

2012: Rhein-Neckar Löwen – Halbfinalist in der EHF Champions League (Halle)

2013: Rhein-Neckar Löwen – EHF-Cup-Sieger (Halle)

2014: Rhein-Neckar Löwen – Deutscher Vizemeister (Halle)

2015: Rhein-Neckar Löwen – Deutscher Vizemeister (Halle)

2016: Rhein-Neckar Löwen – Deutscher Meister (Halle)

2016: Rhein-Neckar Löwen – DHB-Supercup-Sieger (Halle)

2017: Rhein-Neckar Löwen – Deutscher Meister (Halle)

2016: Rhein-Neckar Löwen – DHB-Supercup-Sieger (Halle)

2018: Rhein-Neckar Löwen – Deutscher Vizemeister (Halle)

2018: Rhein-Neckar Löwen – DHB-Pokalsieger (Halle)

2018: Rhein-Neckar Löwen – DHB-Supercup-Sieger (Halle)

### Aktuelle badische Bundesligisten
In der Saison 2019/2020 ist der BHV mit neun Mannschaften in den Bundesligen und der 3. Liga vertreten: Bei den Männern mit den Rhein-Neckar Löwen in der 1. Bundesliga, mit der SG Kronau/Östringen II, der TGS Pforzheim und der HG Oftersheim/Schwetzingen in der Südstaffel und mit der SG Leutershausen sowie dem TVG Großsachsen in der Oststaffel der 3. Liga, sowie bei den Frauen mit der TSG Ketsch in der 1. Bundesliga und der TSG Ketsch II in der Südstaffel.
| Verein                     | Jahre in der Bundesliga                  | Jahre in der 2. Bundesliga                                       | Jahre in der 3. Liga            |
| -------------------------- | ---------------------------------------- | ---------------------------------------------------------------- | ------------------------------- |
| Rhein-Neckar Löwen         | 2003/04, seit 2005                       | 2002/03, 2004/05                                                 | –                               |
| SG Leutershausen           | 1966–1977, 1988/89, 1990–1995            | 1981–1988, 1989/90, 1995–2006, 2012–2014, 2016–2017              | 2010–2012, 2014–2016, seit 2017 |
| HG Oftersheim/Schwetzingen | –                                        | 2004–2009                                                        | seit 2016                       |
| TVG Großsachsen            | –                                        | –                                                                | 2011/11, seit 2012              |
| SG Kronau/Östringen II     | –                                        | –                                                                | seit 2012                       |
| TGS Pforzheim              | –                                        | –                                                                | seit 2013                       |
| TSG Ketsch (Frauen)        | 1994/95, 1999/2000, 2005–2008, 2019/2020 | 1992–1994, 1995–1999, 2000–2005, 2008–2010, 2011/2012, 2016–2018 | 2010/11, 2012–2016              |

### Ehemalige badische Bundesligisten

#### Männer
| Verein                   | Jahre in der Bundesliga | Jahre in der 2. Bundesliga | Jahre in der 3. Liga |
| ------------------------ | ----------------------- | -------------------------- | -------------------- |
| TSV 1896 Rintheim        | 1969–1977 und 1978/79   | 1988/89 und 1990–1996      | –                    |
| TSV Birkenau             | 1966–1969 und 1979/80   | 1981–1986                  | –                    |
| TSV Oftersheim           | –                       | 1983–1991                  | –                    |
| TSV Baden Östringen      | –                       | 1995–2002                  | –                    |
| TSV 05 Rot               | –                       | 1981–1988                  | –                    |
| TV Schwetzingen 1864     | –                       | 1994–1996                  | –                    |
| HSG Kronau/Bad Schönborn | –                       | 2000–2002                  | –                    |
| SG Pforzheim/Eutingen    | –                       | –                          | 2010–2011, 2016–2017 |
| SG Nußloch               |                         |                            | 2012–2020            |

#### Frauen
| Verein                 | Jahre in der Bundesliga       | Jahre in der 2. Bundesliga                            | Jahre in der 3. Liga |
| ---------------------- | ----------------------------- | ----------------------------------------------------- | -------------------- |
| HSG TB/TG 88 Pforzheim | 1994/95, 1999/2000, 2005–2008 | 1992–1994, 1995–1999, 2000–2005, 2008–2010, 2011/2012 | 2010/11, 2012–2017   |
| TSV Germania Malsch    | 1979–1985                     | 1989–1991                                             | –                    |
| VfR Mannheim           | 1975–1979                     | –                                                     | –                    |
| TSG Weinheim           | 1977–1980                     | –                                                     | –                    |
| Post SV Karlsruhe      | 1975/76                       | –                                                     | –                    |
| TSV Birkenau           | –                             | –                                                     | –                    |